# Landrich
Landrich či Landerich, francouzsky Landry (6. století? – 613) byl v letech 604 až 613 franský majordomus královského paláce v Neustrii. Vita Aldegundis jmenuje Gundelandi a Landerici jako avunculorum beata virgo Aldegundis, což by mohlo znamenat, že Landerich a Gundoland byli bratři a strýci svaté Aldegundy, i když jsou možné i jiné výklady. Hlavním zdrojem informací o jeho životě je Fredegarova kronika a Liber Historiae Francorum.
Landrich byl během svého života zastáncem královny Fredegundy v jejím konfliktu s královnou Brunhildou. V Brinnacum villam bojoval na její straně proti Childebertovi II., brzy po jeho jmenování králem v Burgundsku v roce 592.
V roce 604 je poprvé zmíněn jako majordomus v Neustrii. Fredegarova kronika zmiňuje, že v devátém roce vlády krále Theudericha II., tedy v roce 604 byl Landrich Chlotharem II. vyslán společně s Merovechem, Chlotharovým synem, aby zaútočil na Bertoalda, burgundského majordoma. V souboji byl Bertoald poražen a dal se na útěk do Orléans, kam ho Landrich pronásledoval a obklíčil, čímž ale porušil mírovou smlouvu s Theuderichem II. Ten se vydal Bertoaldovi o Vánocích roku 604 na pomoc a v bitvě u Étampes se střetl s vojsky Merovecha a Landricha. S pomocí Bertoalda oba protivníky porazil a dobyl Paříž. Merovech byl zajat, zatímco Landrichovi se podařilo uniknout a při útěku majordoma Bertoalda zavraždit. Později Liber Historiae Francorum jmenuje Gundolanda jako nástupce Landricha - maiorum domus in aula regis.